# Konceptualna plošča
Konceptualna plošča ali konceptualni album je glasbeni album s prepoznavnim vsebinskim ali glasbenim konceptom oziroma temo. Pri rock skupinah se konceptualne plošče včasih poimenuje tudi »rock opera«. Pogoj je, da se skozi ploščo razvija enotna zgodba. Tak koncept se pogosto, vendar ne izključno, uporablja v progresivnem rocku. 
Za pionirja na področju konceptualnih plošč velja Frank Sinatra. Leta 1946 je za Columbia posnel ploščo The Voice of Frank Sinatra. Tudi drugi umetniki so kmalu sledili njegovemu vzoru. 
Kot prvi konceptualni rock album muzikologi navajajo ploščo Franka Zappe, Freak Out. Že naslednje leto pa je izšel eden najpomembnejših konceptualnih albumov dvajsetega stoletja, Sgt. Pepper's Lonely Hearts Club Band (The Beatles). Na tej plošči se prvič vpeljejo tekoči prehodi med skladbami in reprize. Ti dve lastnosti sta od tedaj naprej včasih prisotni na konceptualnih ploščah. Plošča Beatlesov se je zelo posvetila tudi grafični obliki albuma ter uveljavila besedila pesmi v priloženi knjižici. Oboje je postalo standard.
Zelo pomembna konceptualna plošča je bil tudi leta 1979 izdan album The Wall (Pink Floyd). Čeprav nekateri kritiki menijo, da so Pink Floyd že pred tem z Dark Side of the Moon ustvarili svojo prvo konceptualno ploščo. 

## Seznam konceptualnih plošč

### Po resničnih dogodkih
- Amused to Death - Roger Waters
- Between the Wars - Al Stewart
- Dead Winter Dead - Savatage
- Knights of the Cross - Grave Digger
- One Hour by the Concrete Lake - Pain of Salvation
- Past, Present, Future - Al Stewart
- The Glorious Burden - Iced Earth
- Tunes of War - Grave Digger
- Reign of Revolution - Voodoma

### O resničnih osebah
- And Thou Shalt Trust… The Seer und Awaking the Centuries - Haggard
- Babbacombe Lee - Fairport Convention
- Beethoven's Last Night - Trans-Siberian Orchestra
- Eppur Si Muove - Haggard
- Poets and Madmen - Savatage
- The Six Wives Of Henry VIII. - Rick Wakeman

### Po predlogah
- 666 - Aphrodite's Child
- Ein kleines bisschen Horrorschau - Die Toten Hosen
- eMOTIVe - A Perfect Circle
- Epica in The Black Halo - Kamelot
- Excalibur - Grave Digger
- Horror Show - Iced Earth
- (Music inspired by) Lord of the Rings - Bo Hansson
- La tragédie d’Oreste et Électre - Cranes
- Legend I, Legend II, Legend III:I in Legend III:II - Saviour Machine
- Myths and Legends of King Arthur and the Knights of the Round Table - Rick Wakeman
- Nightfall in Middle-Earth - Blind Guardian
- Rheingold - Grave Digger
- Space Metal - Arjen Lucassen
- Tales of Mystery and Imagination of Edgar Allan Poe - The Alan Parsons Project *The Dark Saga - Iced Earth
- The Music Of Eric Zann - Mekong Delta
- Tour de France – Soundtracks - Kraftwerk
- War of the Worlds - Jeff Wayne
- Večina albumov skupine Bathory
- Thane To The Throne - Jag Panzer
- Tales from Topographic Oceans - Yes

### Fikcija
- Arthur (Or The Decline And Fall Of The British Empire) - Kinks
- Avantasia - Tobias Sammet
- De-Loused In The Comatorium - The Mars Volta
- Ernte im Herbst - Fjoergyn
- Frances the Mute - The Mars Volta
- Into the Electric Castle - Arjen Lucassen
- Invisible Circles - After Forever
- Kilroy Was Here - Styx
- Metropolis II: Scenes from a Memory - Dream Theater
- Quadrophenia - The Who
- Roar Of Love - 2nd Chapter of Acts
- Rockpommel's Land - Grobschnitt
- S. F. Sorrow - The Pretty Things
- Streets - Savatage
- Sgt. Pepper's Lonely Hearts Club Band - Beatles
- The Final Experiment - Arjen Lucassen
- Tineoidea - Samsas Traum
- The Lamb lies down on Broadway - Genesis
- Tommy - The Who
- Tyranny - Shadow Gallery
- Hooverphonic presents Jackie Cane - Hooverphonic
- Operation Mindcrime - Queensrÿche
- The Human Equation - Ayreon
- The Second Stage Turbine Blade, In Keeping Secrets of Silent Earth:3 in Good Apollo, I'm Burning Star IV, Volume One: From Fear In The Eyes Of Madness - Coheed and Cambria
- Universal Migrator - Ayreon
- The Ninth Wave - Kate Bush

### Predmeti ali dejanja
- A Grand Don’t Come for Free - The Streets
- Down in the Cellar - Al Stewart
- Flossenengel - Novalis
- Le Frisur - Die Ärzte
- Power Games - Headstone Epitaph
- Recreation Day - Evergrey
- El Cielo - Dredg

### Obnašanje ljudi
- ...And Justice for All - Metallica
- American Idiot - Green Day
- In Search of Truth - Evergrey
- Master of Puppets - Metallica
- me - Mekons
- Misplaced Childhood - Marillion
- Thick As A Brick - Jethro Tull
- One - Neal Morse
- Smile - Brian Wilson
- The Dark Side of the Moon - Pink Floyd
- The Inner Circle - Evergrey
- The Perfect Element - Pain of Salvation
- The Remedy Lane - Pain of Salvation
- The Wake Of Magellan - Savatage
- The Wall - Pink Floyd
- The Village Green Preservation Society - Kinks
- Brutal Planet und DragonTown - Alice Cooper
- The Story of Janus Stark - Evenless